# Nga Thạch
Nga Thạch là một xã thuộc huyện Nga Sơn, tỉnh Thanh Hóa, Việt Nam.

## Thông tin địa lý
Xã Nga Thạch có diện tích: 5,91 km². Theo Tổng điều tra dân số năm 1999, xã Nga Thạch có dân số 5.292 người.
Xã Nga Thạch nằm ở phía tây nam huyện Nga Sơn. Địa giới hành chính như sau: 
- Phía đông giáp xã Nga Bạch, huyện Nga Sơn và xã Đa Lộc, huyện Hậu Lộc;
- Phía nam giáp các xã Hưng Lộc và Liên Lộc, huyện Hậu Lộc (ranh giới tự nhiên là sông Lèn);
- Phía tây giáp xã Quang Lộc, huyện Hậu Lộc;
- Phía bắc giáp xã Nga Phượng, huyện Nga Sơn.

## Hành chính
Năm 1977, huyện Nga Sơn sáp nhập với huyện Hà Trung thành huyện Trung Sơn, xã Nga Thạch thuộc huyện Trung Sơn. Năm 1982 huyện Trung Sơn chia tách thành hai huyện như cũ, xã Nga Thạch lại thuộc huyện Nga Sơn.
Xã Nga Thạch ngày nay gồm các làng (thôn):
| STT | Tên thôn/xóm/ấp/khu phố | Mã bưu chính |
| --- | ----------------------- | ------------ |
| 1   | Thôn Thanh Lãng         | 444031       |
| 2   | Thôn Trung Thành        | 444032       |
| 3   | Thôn Hậu Trạch          | 444033       |
| 4   | Thôn Phương Phú         | 444034       |